# Palatino
|  | Aquest article tracta sobre la font tipogràfica. Si cerqueu el turó de la ciutat de Roma, vegeu «Palatí». |

Palatino és una font tipogràfica creada pel dissenyador Hermann Zapf l'any de 1948. És una tipografia molt admirada per la seva gràcia i força. Aquesta font ha sigut adaptada a totes les tecnologies d'impressió del segle XX i és probablement una de les tipografies més usades i copiades.

Anomenada així en honor del mestre escriptor del segle XVI Giambattista Palatino. La tipografia Palatino està basada en fonts humanístiques del renaixement italià, els quals imiten les lletres fetes amb ploma i tinter. Això dona una certa gràcia a la cal·ligrafia. Tot i això, durant el renaixement es tendien a utilitzar lletres petites amb llargues i fines línies verticals (tant ascendents com descendents), en canvi Palatino té proporcions més grans, i per això és considerada molt més llegible.
Palatino va ser creada pocs anys després de la Segona Guerra Mundial, degut en part al fet que diversos bombardeigs van destruir tipografies utilitzades en aquella època. Anys més tard es va crear Palatino Linotype, que inclou caràcters extra: Llatí estès, ciríl·lics i grecs. A més de la versió en negreta, cursiva i negreta-cursiva.
Linotype ha creat durant els anys diverses variacions de la família Palatino, com són:
- Palatino Nova: una reedició de la Palatino original, feta per Akira Kobayashi i el mateix Hermann Zapf, i va ser llançada l'any 2005.
- Palatino Sans
- Palatino Sans Informal
- Palatino Arabic: dissenyada per Nadine Chahine i Hermann Zapf; està basada en la tipografia Al-Ahram, dissenyada pel mateix Hermann Zapf el 1956, i adaptada a l'estil de Palatino.

Qualsevol persona que vulgui adquirir Palatino pel seu ús, té diverses vies:
- És una font inclosa tant en el sistema operatiu Microsoft Windows, com en el paquet d'ofimàtica Microsoft Office en les seves versions a partir de l'any 2000.
- Adobe Systems i Linotype comercialitzen les versions oficials d'aquesta tipografia.
- Bitstream Inc. ven una tipografia anomenada Zapf Calligraphic, clarament inspirada en Palatino.